# Ortholepis
Ortholepis é um gênero de mariposa pertencente à família Crambidae.